# Ankylopteryx rieki
Ankylopteryx rieki är en insektsart som beskrevs av Tim R. New 1980. Ankylopteryx rieki ingår i släktet Ankylopteryx och familjen guldögonsländor. Inga underarter finns listade i Catalogue of Life.